# 大龙潭鲤鱼嘴遗址
大龙潭鲤鱼嘴遗址，位于中国广西壮族自治区柳州市大龙潭公园内，为一个省级文物保护单位，类型为古遗址，为第四批广西壮族自治区文物保护单位，公布时间为1994年7月8日。
大龙潭鲤鱼嘴遗址的历史年代为新石器时代。